# Letališče Linz
Letališče Linz (IATA: LNZ, ICAO: LOWL) je letališče v Avstriji, ki primarno oskrbuje Linz.